# الشرقية (ملولة)
الشرقية هو دُوَّار يقع بجماعة مولاي عبد الكريم، إقليم تاونات، جهة فاس مكناس في المملكة المغربية. ينتمي الدوّار لمشيخة ملولة التي تضم 11 دوار. يقدر عدد سكانه بـ 116 نسمة حسب الإحصاء الرسمي للسكان والسكنى لسنة 2004.

## روابط خارجية
- البوابة الوطنية للجماعات الترابية
- المندوبية السامية للتخطيط